# Westgate Printing Grand Slam Futures Tampa Bay
Il Westgate Printing Grand Slam Futures Tampa Bay è un torneo professionistico di tennis giocato su campi in cemento. Fa parte dell'ITF Women's Circuit. Si gioca annualmente a Tampa in USA.

## Albo d'oro

### Singolare
| Anno | Campionessa           | Finalista        | Punteggio        |
| ---- | --------------------- | ---------------- | ---------------- |
| 2006 | Tiffany Dabek         | Vasilisa Bardina | 5-7, 7-6(3), 6-3 |
| 2007 | Alina Židkova         | Olga Vymetálková | 6-2, 6-2         |
| 2008 | Anastasija Pivovarova | Audra Cohen      | 6-4, 6-0         |

### Doppio
| Anno | Campionesse                         | Finaliste                             | Punteggio           |
| ---- | ----------------------------------- | ------------------------------------- | ------------------- |
| 2006 | Chanelle Scheepers Aleke Tsoubanos  | Chin-Wei Chan Wen-Hsin Hsu            | 6-3, 7-6(4), 6-3    |
| 2007 | Angelika Bachmann Tetjana Lužans'ka | Olga Vymetálková Andrea Hlaváčková    | 7-5, 6-2            |
| 2008 | Soledad Esperon Frederica Piedade   | Corinna Dentoni Anastasija Pivovarova | 6-2, 6(2)-7, [10-7] |